# بت‌های عرب
بت‌های عرب یا الاصنام نام کتابی است به زبان عربی نوشتهٔ هشام پسر محمد کلبی. کتاب در سدهٔ دوم هجری نوشته شده و شرحی است جامع بر بت‌های اعراب پیش از اسلام. این کتاب به زبان فارسی با ترجمهٔ سید محمدرضا جلالی نائینی در سال ۱۳۴۶ و ۱۳۶۱ به چاپ رسیده‌است.